# Palak Lalwani
Palak Lalwani (Hindi पलक लालवानी; * 1. Januar 1998 in Prayagraj) ist eine indische Schauspielerin.

## Leben und Karriere
Palak Lalwani wurde am 1. Januar 1998 in Prayagraj geboren. Ihr Vater ist der Schauspieler Jiten Lalwani. Sie debütierte 2016 in dem Film Abbayitho Ammayi. Anschließend trat sie 2019 in Kuppathu Raja auf. Weitere bekannte Filme ihrer Karriere sind Sixer, Sinam und Partner. 2023 bekam Lalwani eine Rolle in dem Film Bhagavanth Kesari.
Neben ihrer Schauspielkarriere ist sie auch auf Social-Media-Plattformen aktiv.

## Filmografie
- 2016: Abbayitho Ammayi
- 2018: Juvva
- 2019: Crazy Crazy Feeling
- 2019: Kuppathu Raja
- 2019: Sixer
- 2022: Sinam
- 2022: Faraaz
- 2023: Thalainagaram 2
- 2023: Partner
- 2023: Bhagavanth Kesari